# Trilepis ciliatifolia
Trilepis ciliatifolia är en halvgräsart som beskrevs av Tetsuo Michael Koyama. Trilepis ciliatifolia ingår i släktet Trilepis och familjen halvgräs. Inga underarter finns listade i Catalogue of Life.